# Xdebug

Diagramme de composants UML pour Xdebug et PHP, intégré un navigateur et un EDI.

Xdebug est une bibliothèque logicielle, extension pour PHP apportant des fonctions de débogage et de profilage. Elle utilise le protocole DBGp (en).

## Fonctionnalités
Xdebug propose donc :
- Exécution du code PHP pas à pas, selon des points d'arrêt
- Trace d'appels des messages d'erreur[2]
- Protection contre les boucles infinies
- Profilage du code[3]
- Analyse de la couverture de code
- Débogueur front-end[4].